# Bornais-Knochenplättchen
Das Bornais-Knochenplättchen ist ein Knochenstückchen eines Tieres, in das Ogham-Zeichen eingeritzt sind. Es wurde 1996 bei Ausgrabungen in einem Wheelhouse in dem schottischen Dorf Bornais (schottisch-gälische Form, englisch „Bornish“) entdeckt. Bornais liegt auf South Uist, einer Insel der Äußeren Hebriden. Das Bornais-Knochenplättchen wird ins 8. bis 10. Jahrhundert datiert.

## Beschreibung
Das Bornais-Knochenplättchen ist 44 mm lang und 2 mm dick. Die Breite verjüngt sich von 11 mm auf 8 mm. Das Knochenstückchen ist möglicherweise das Teilstück eines Mittelfußknochens von einem Rind. Es ist an beiden Enden gebrochen. Der Knochen setzte sich ursprünglich an den beiden jetzigen Enden fort. So war der Knochenspan ursprünglich bedeutend länger und wies sicherlich noch weitere Ogham-Zeichen auf, zumindest am breiteren Ende.

## Inschrift
Die Ogham-Zeichen sind genau und sorgfältig eingeritzt und füllen die ganze Breitseite des Knochenplättchens aus. Die Striche innerhalb der jeweiligen Buchstaben verlaufen äußerst parallel. Die tief eingeschnittene waagrechte Stammlinie (entspricht einer Grundlinie) verläuft über die ganze Länge des Knochenstückchens. An der Stammlinie sind fünf vollständige Ogham-Zeichen angeordnet. Alle Zeichen sind eindeutig erkennbar und klar voneinander getrennt. Von einem sechsten Zeichen ist wegen der Bruchkante nur ein sehr kleiner Teil zu erkennen.
Wegen der großen Breite des freien Raumes neben X (Ogham-Zeichen für die Lautfolge EA) ist im Vergleich mit anderen Ogham-Inschriften einerseits zu vermuten, dass vor bzw. nach X (je nach Leserichtung) keine weiteren Zeichen mehr auf dem abgebrochenen und nicht mehr vorhandenen Knochenteil waren. Andererseits gibt es jedoch auch Inschriften, bei denen die Zeichen erst nach einem etwas längeren Vorlauf der Stammlinie beginnen. Insofern bleibt unsicher, ob der ursprüngliche Text mit X begann oder endete.

### Sonderformen bei schottischen Ogham-Zeichen
Bei zahlreichen schottischen Ogham-Inschriften weisen die Ogham-Zeichen Sonderformen auf.
- Die Selbstlaute werden in einem Winkel dargestellt. Der Buchstabe A würde dann wie > und der Buchstabe I wie >>>>> aussehen. Dabei verlaufen die Spitzen durch die Stammlinie und zeigen in die Leserichtung. Teilweise kommen in der gleichen Inschrift sowohl gerade als auch angewinkelte Selbstlautzeichen vor.
- Die Mitlaute HDTCQ sowie BLVSN stehen nicht senkrecht auf der Stammlinie, sondern schräg auf ihr. Die Stellung der Spitze des Winkels auf der Stammlinie zeigt die Leserichtung an. Zum Beispiel wäre das angewinkelte Ogham-Zeichen / unterhalb der Stammlinie ein B und zeigt durch die Spitze auf der Stammlinie die Leserichtung von links nach rechts an. Das Zeichen für H würde oberhalb der Stammlinie stehen und bei der Leserichtung von links nach rechts dann wie \ aussehen.

### Leserichtung der Inschrift
Bei beweglichen Objekten hängen der Inschriftbeginn und die Leserichtung von der Ausrichtung des drehbaren Gegenstandes ab.
Problem beim Bornais-Knochenplättchen: Seine Inschrift ist die einzige bekannte Inschrift, bei der sich die Leserichtungen von dem angewinkelten Mit- und Selbstlaut widersprechen. Eine Ausrichtung und Leserichtung kann somit aufgrund der gegensätzlichen Winkel in den angewinkelten Ogham-Zeichen nicht erschlossen werden. Somit bleibt hinsichtlich des Bornais-Knochenplättchen die Frage unbeantwortet, ob ursprünglich die breitere oder die schmalere Seite nach links ausgerichtet war.

### Ogham-Zeichen mit Übertragung
Bei linker Ausrichtung der schmäleren Seite des Knochenplättchens:
᚛ᚕᚔᚆᚅᚓ᚜
EA I H N E
Bei linker Ausrichtung der breiteren Seite:
᚛ᚓᚊᚁᚔᚕ᚜
E Q B I EA
Das wegen der Bruchstelle des Knochens unvollständig erhaltene Zeichen ist bei linker Ausrichtung der schmäleren Seite rechts unten und bei linker Ausrichtung der breiteren Seite links oben zu finden. Wegen der Unvollständigkeit kämen bei jeder Ausrichtung jeweils 10 Möglichkeiten in Frage, was eine sichere Übertragung unmöglich macht.

### Übersetzung
Die wenigen Zeichen können unabhängig von der Leserichtung sowie Ausrichtung des Bornais-Knochenplättchens nicht annähernd zufriedenstellend übersetzt werden, ohne ins Spekulative abzugleiten. Zudem kann nicht erschlossen werden, ob es sich um die ursprünglich einzigen Zeichen auf dem Knochenspan handelt oder ob durch den Abbruch von Knochenteilen Text verloren gegangen ist. Außerdem gehören diese fünf vollständig erhaltenen Ogham-Zeichen zu den kürzesten erhaltenen schottischen Ogham-Inschriften überhaupt, was eine Entschlüsselung zusätzlich schwierig macht.

## Verwendungszweck
Katherine Forsyth rechnet mit vielfältigen Verwendungsmöglichkeiten. Wegen der fehlenden Abnutzung war das Bornais-Knochenplättchen wahrscheinlich kein Bestandteil eines Alltagsgegenstandes wie z. B. eines Messergriffs oder Kamms. Denkbar ist jedoch eine dekorative Einlage in einem Kasten oder auch der Teil einer Klammer zur Befestigung eines Gegenstandes. Auch die Verwendung als Spielstein oder als Los (z. B. zum Wahrsagen, als Urteil der Götter zum Nachweis von Schuld, zur Landverteilung von Erben) ist denkbar.

## Besonderheit
Das Bornais-Knochenplättchen gehört zu den bis heute in der Ogham-Fachliteratur nur zwölf erwähnten Kleinfunden, also Funde, bei denen die Ogham-Zeichen nicht in Steinplatten und Steinsäulen (etwa 400), sondern in kleine Objekte (vorwiegend Alltagsgegenstände) eingeritzt sind. Davon wurden vier in Schottland entdeckt, nämlich das Bac-Mhic-Connain-Messer sowie das Bornais-Knochenplättchen auf den Äußeren Hebriden und das Gurness-Messer sowie der Buckquoy-Spinnwirtel auf den Orkney-Inseln.